# Cayo Furio Pácilo Fuso
Cayo o Gayo Furio Pácilo Fuso  fue un político y militar romano del siglo V a. C. perteneciente a la gens Furia.

## Familia
Furio fue miembro de los Furios Pácilos, una de las más antiguas ramas familiares patricias de la gens Furia. Su segundo cognomen lo relaciona con los Furios Fusos. Fue padre del consular Cayo Furio Pácilo.

## Carrera pública
Obtuvo el consulado en el año 441 a. C. en un año en que no hubo amenazas externas y se celebraron los juegos prometidos por los decenviros tras la secesión de la plebe. Siendo censor en el año 435 a. C., junto con su colega, Marco Geganio Macerino, ocupó la villa publica del Campo de Marte para hacer allí el censo del pueblo.
En el año 426 a. C. fue escogido tribuno consular. Encargado junto con sus colegas de la guerra contra Veyes, sus órdenes contradictorias beneficiaron a los veyentes que atacaron uno de los campamentos romanos y pusieron a estos soldados en fuga. Cuando estas noticias se supieron en Antigua Roma, Aulo Cornelio Coso, que se había quedado a cargo de la ciudad, nombró dictador a Mamerco Emilio Mamercino para que se encargara de las operaciones militares.